# Ramphotyphlops willeyi
Espèce
Synonymes
- Typhlops willeyi Boulenger, 1900

Statut de conservation UICN

 DD  : Données insuffisantes
Ramphotyphlops willeyi est une espèce de serpents de la famille des Typhlopidae. 

## Répartition
Cette espèce est endémique de la Nouvelle-Calédonie. Elle se rencontre sur les îles de Lifou et de Maré dans les îles Loyauté.

## Description
L'holotype de Ramphotyphlops willeyi mesure 195 mm de dont le diamètre au milieu du corps est de 6 mm. Cette espèce a la face dorsale brun olivâtre et la face ventrale jaunâtre.

## Étymologie
Son nom d'espèce lui a été donné en l'honneur d'Arthur Willey.

## Publication originale
- Boulenger, 1900 : On a new blind snake from Lifu, Loyalty Islands in Willey, 1900 : Zoological results based on material from New Britain, New Guinea, Loyalty Islands and elsewhere, collected during the years 1895, 1896, and 1897, vol. 2, p. 603-604 (texte intégral).